# 繊維学部
繊維学部（せんいがくぶ）は、大学において、繊維学（繊維科学、繊維工学）の教育・研究を目的とする学部。

## 繊維学部を置く大学

### 現存する繊維学部
- 信州大学繊維学部 - 旧制上田蚕糸専門学校

### かつて存在した繊維学部
- 東京農工大学繊維学部→東京農工大学工学部 - 旧制東京高等蚕糸学校
- 京都工芸繊維大学繊維学部→京都工芸繊維大学工芸科学部 - 旧制京都高等蚕業学校

### かつて存在した繊維学科
- 繊維工学科→高分子工学系の学科に再編
  - 山形大学工学部繊維工学科
  - 群馬大学工学部繊維工学科
  - 福井大学工学部繊維工学科
  - 岐阜大学工学部繊維工学科
- 福井大学工学部繊維染料学科→生物応用化学科に再編